# Campionati del mondo di ciclismo su pista 2016 - Velocità maschile
La gara di velocità maschile ai Campionati del mondo di ciclismo su pista 2016 si è svolta il 4 e il 5 marzo 2016.

## Podio
| Pos.    | Atleta           | Nazionalità   |
| ------- | ---------------- | ------------- |
| Oro     | Jason Kenny      | Gran Bretagna |
| Argento | Matthew Glaetzer | Australia     |
| Bronzo  | Denis Dmitriev   | Russia        |

## Risultati

### Qualificazioni
I migliori ventiquattro tempi si qualificano per i sedicesimi di finale.
| Posizione | Atleta             | Nazione           | Tempo  | Gap    | Note |
| --------- | ------------------ | ----------------- | ------ | ------ | ---- |
| 1         | Matthew Glaetzer   | Australia         | 9.766  |        | Q    |
| 2         | Jason Kenny        | Gran Bretagna     | 9.767  | +0.001 | Q    |
| 3         | Jeffrey Hoogland   | Paesi Bassi       | 9.767  | +0.001 | Q    |
| 4         | Denis Dmitriev     | Russia            | 9.791  | +0.025 | Q    |
| 5         | Callum Skinner     | Gran Bretagna     | 9.824  | +0.058 | Q    |
| 6         | Max Niederlag      | Germania          | 9.868  | +0.102 | Q    |
| 7         | Damian Zieliński   | Polonia           | 9.878  | +0.110 | Q    |
| 8         | Grégory Baugé      | Francia           | 9.891  | +0.125 | Q    |
| 9         | Sam Webster        | Nuova Zelanda     | 9.907  | +0.141 | Q    |
| 10        | Fabián Puerta      | Colombia          | 9.927  | +0.161 | Q    |
| 11        | Eddie Dawkins      | Nuova Zelanda     | 9.939  | +0.173 | Q    |
| 12        | Xu Chao            | Cina              | 9.961  | +0.195 | Q    |
| 13        | Kamil Kuczyński    | Polonia           | 9.967  | +0.201 | Q    |
| 14        | Njisane Phillip    | Trinidad e Tobago | 9.969  | +0.203 | Q    |
| 15        | Nikita Shurshin    | Russia            | 9.983  | +0.217 | Q    |
| 16        | Pavel Kelemen      | Rep. Ceca         | 9.986  | +0.220 | Q    |
| 17        | Hugo Barrette      | Canada            | 9.992  | +0.226 | Q    |
| 18        | Sándor Szalontay   | Ungheria          | 9.997  | +0.231 | Q    |
| 19        | Quentin Lafargue   | Francia           | 10.008 | +0.242 | Q    |
| 20        | Seiichiro Nakagawa | Giappone          | 10.018 | +0.252 | Q    |
| 21        | Maximilian Levy    | Germania          | 10.032 | +0.266 | Q    |
| 22        | François Pervis    | Francia           | 10.035 | +0.269 | Q    |
| 23        | Jair Tjon En Fa    | Suriname          | 10.036 | +0.270 | Q    |
| 24        | Theo Bos           | Paesi Bassi       | 10.047 | +0.281 | Q    |
| 25        | Patrick Constable  | Australia         | 10.054 | +0.288 |      |
| 26        | Jacob Schmid       | Australia         | 10.060 | +0.294 |      |
| 27        | Juan Peralta       | Spagna            | 10.064 | +0.298 |      |
| 28        | Azizulhasni Awang  | Malaysia          | 10.084 | +0.318 |      |
| 29        | Andriy Vynokurov   | Ucraina           | 10.090 | +0.324 |      |
| 30        | Santiago Ramírez   | Colombia          | 10.094 | +0.328 |      |
| 31        | Adam Ptáčník       | Rep. Ceca         | 10.158 | +0.392 |      |
| 32        | Bao Saifei         | Cina              | 10.194 | +0.428 |      |
| 33        | Eoin Mullen        | Irlanda           | 10.198 | +0.432 |      |
| 34        | Kang Dong-jin      | Corea del Sud     | 10.332 | +0.566 |      |

### Sedicesimi di finale
I vincitori di ogni batteria si qualificano per gli ottavi di finale
| Batteria | Posizione | Atleta             | Nazione           | Gap    | Note |
| -------- | --------- | ------------------ | ----------------- | ------ | ---- |
| 1        | 1         | Matthew Glaetzer   | Australia         |        | Q    |
| 1        | 2         | Theo Bos           | Paesi Bassi       | +0.117 |      |
| 2        | 1         | Jason Kenny        | Gran Bretagna     |        | Q    |
| 2        | 2         | Jair Tjon En Fa    | Suriname          | +0.045 |      |
| 3        | 1         | Jeffrey Hoogland   | Paesi Bassi       |        | Q    |
| 3        | 2         | François Pervis    | Francia           | +0.534 |      |
| 4        | 1         | Denis Dmitriev     | Russia            |        | Q    |
| 4        | 2         | Maximilian Levy    | Germania          | +0.066 |      |
| 5        | 1         | Callum Skinner     | Gran Bretagna     |        | Q    |
| 5        | 2         | Seiichiro Nakagawa | Giappone          | +0.101 |      |
| 6        | 1         | Max Niederlag      | Germania          |        | Q    |
| 6        | 2         | Quentin Lafargue   | Francia           | +0.049 |      |
| 7        | 1         | Damian Zieliński   | Polonia           |        | Q    |
| 7        | 2         | Sándor Szalontay   | Ungheria          | +0.072 |      |
| 8        | 1         | Grégory Baugé      | Francia           |        | Q    |
| 8        | 2         | Hugo Barrette      | Canada            | +0.011 |      |
| 9        | 1         | Sam Webster        | Nuova Zelanda     |        | Q    |
| 9        | 2         | Pavel Kelemen      | Rep. Ceca         | +0.109 |      |
| 10       | 1         | Fabián Puerta      | Colombia          |        | Q    |
| 10       | 2         | Nikita Shurshin    | Russia            | +0.017 |      |
| 11       | 1         | Eddie Dawkins      | Nuova Zelanda     |        | Q    |
| 11       | 2         | Njisane Phillip    | Trinidad e Tobago | +0.030 |      |
| 12       | 1         | Xu Chao            | Cina              |        | Q    |
| 12       | 2         | Kamil Kuczyński    | Polonia           | +0.053 |      |

### Ottavi di finale
I vincitori di ogni batteria si qualificano per i quarti di finale, gli sconfitti vanno ai ripescaggi.
| Batteria | Posizione | Atleta           | Nazione       | Gap    | Note |
| -------- | --------- | ---------------- | ------------- | ------ | ---- |
| 1        | 1         | Matthew Glaetzer | Australia     |        | Q    |
| 1        | 2         | Xu Chao          | Cina          | +0.060 |      |
| 2        | 1         | Jason Kenny      | Gran Bretagna |        | Q    |
| 2        | 2         | Eddie Dawkins    | Nuova Zelanda | +2.559 |      |
| 3        | 1         | Fabián Puerta    | Colombia      |        | Q    |
| 3        | 2         | Jeffrey Hoogland | Paesi Bassi   | +0.130 |      |
| 4        | 1         | Denis Dmitriev   | Russia        |        | Q    |
| 4        | 2         | Sam Webster      | Nuova Zelanda | +0.011 |      |
| 5        | 1         | Callum Skinner   | Gran Bretagna |        | Q    |
| 5        | 2         | Grégory Baugé    | Francia       | +0.033 |      |
| 6        | 1         | Damian Zieliński | Polonia       |        | Q    |
| 6        | 2         | Max Niederlag    | Germania      | +0.047 |      |

### Ripescaggi ottavi di finale
I vincitori di ogni batteria si qualificano per i quarti di finale
| Batteria | Posizione | Atleta           | Nazione       | Gap    | Note |
| -------- | --------- | ---------------- | ------------- | ------ | ---- |
| 1        | 1         | Sam Webster      | Nuova Zelanda |        | Q    |
| 1        | 2         | Max Niederlag    | Germania      | +0.141 |      |
| 1        | 3         | Xu Chao          | Cina          | +0.450 |      |
| 2        | 1         | Grégory Baugé    | Francia       |        | Q    |
| 2        | 2         | Jeffrey Hoogland | Paesi Bassi   | +0.037 |      |
| 2        | 3         | Eddie Dawkins    | Nuova Zelanda | +0.889 |      |

### Quarti di finale
I vincitori di ogni batteria si qualificano per le semifinali
| Batteria | Posizione | Atleta           | Nazione       | Gara 1 | Gara 2 | Gara 3 | Note |
| -------- | --------- | ---------------- | ------------- | ------ | ------ | ------ | ---- |
| 1        | 1         | Matthew Glaetzer | Australia     | X      | X      |        | Q    |
| 1        | 2         | Grégory Baugé    | Francia       | +0.056 | +0.459 |        |      |
| 2        | 1         | Jason Kenny      | Gran Bretagna | X      | X      |        | Q    |
| 2        | 2         | Sam Webster      | Nuova Zelanda | +0.112 | +0.214 |        |      |
| 3        | 1         | Damian Zieliński | Polonia       | X      | X      |        | Q    |
| 3        | 2         | Fabián Puerta    | Colombia      | +0.018 | +0.191 |        |      |
| 4        | 1         | Denis Dmitriev   | Russia        | X      | +0.020 | X      | Q    |
| 4        | 2         | Callum Skinner   | Gran Bretagna | +0.077 | X      | +0.028 |      |

### Semifinali
I vincitori di ogni batteria si qualificano alla finale per l'oro, gli altri a quella del bronzo
| Batteria | Posizione | Atleta           | Nazione       | Gara 1 | Gara 2 | Gara 3 | Note |
| -------- | --------- | ---------------- | ------------- | ------ | ------ | ------ | ---- |
| 1        | 1         | Matthew Glaetzer | Australia     | X      | X      |        | Q    |
| 1        | 2         | Denis Dmitriev   | Russia        | +0.083 | +0.010 |        |      |
| 2        | 1         | Jason Kenny      | Gran Bretagna | X      | X      |        | Q    |
| 2        | 2         | Damian Zieliński | Polonia       | +0.156 | +0.067 |        |      |

### Finale
| Posizione            | Atleta           | Nazione       | Gara 1 | Gara 2 | Gara 3 |
| -------------------- | ---------------- | ------------- | ------ | ------ | ------ |
| Finale per l'oro     |                  |               |        |        |        |
| 1                    | Jason Kenny      | Gran Bretagna | +0.002 | X      | X      |
| 2                    | Matthew Glaetzer | Australia     | X      | +0.060 | +0.050 |
| Finale per il bronzo |                  |               |        |        |        |
| 3                    | Denis Dmitriev   | Russia        | X      | X      |        |
| 4                    | Damian Zieliński | Polonia       | +0.072 | +0.039 |        |